# Fouquieriaceae
Famille
Classification APG III (2009)
Les Fouquieriaceae sont une petite famille de plantes à fleurs dicotylédones de l'ordre des Ericales, selon la classification phylogénétique. Selon Watson & Dallwitz, elle comprend 11 espèces réparties en un à deux genres.
Ce sont des petits arbres ou des arbustes, plus ou moins cactoïdes, épineux, succulents, des zones arides, des régions subtropicales d'Amérique du Nord et d'Amérique centrale.

## Dénomination

### Étymologie
Le nom vient du genre type Fouquieria, nommé en hommage au médecin français Pierre Fouquier (1776–1850). Le genre a été décrit pour la première fois en 1823 par le botaniste allemand Karl Kunth (1788-1850) .

### Noms vernaculaires
Le nom commun ocotillo du Fouquieria splendens, qui est le nom mexicain du « pin ocote », vient du mot nahuatl (aztèque) ocotl, torche et du suffixe espagnol -illo, petit, littéralement « petite torche », en référence à l'aspect flamboyant des rameaux fleuris.
Le nom « moelhok » est celui utilisé par des Pimas peuple nord-amérindien du Mexique.
Un grand nombre de noms vernaculaires, notamment anglo-américains, sont donnés à cet arbre, faisant référence à ses différentes propriétés :
- La luxuriance rouge des fleurs : flaming sword	(épée enflammée), candle flower (fleur-bougie), desert coral (corail du désert), wolf's candles (bougies de loup) ;

- La finesse et la torsion des branches :	slimwood (bois fin), coach-whip (fouet d’entraîneur), Joseph's staff	(bâton de Joseph), Jacob's staff (baton de Jacob), arbre serpent[5] ;

- Les épines qui hérissent la plante : Jacob cactus (cactus de Jacob), vine cactus (cactus vigne).

## Classification
Selon le Angiosperm Phylogeny Website le genre Idria est maintenant incorporé dans le genre Fouquieria.

## Liens externes

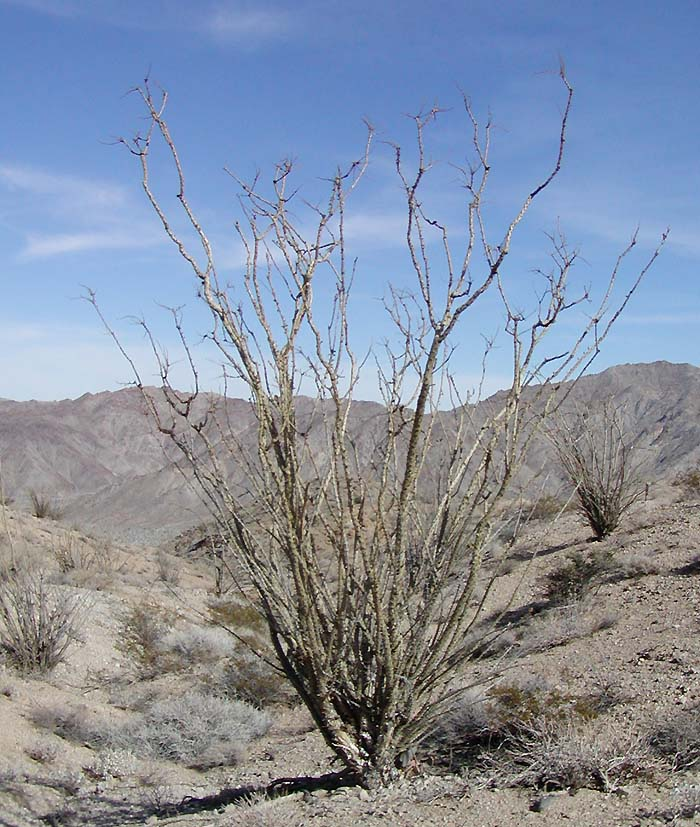
Fouquieria splendens à Palm Springs.

## Liste des genres
Selon NCBI (12 nov. 2015), Angiosperm Phylogeny Website (12 nov. 2015) et ITIS (12 nov. 2015) :
- genre Fouquieria Kunth

Selon DELTA Angio (12 nov. 2015) :
- genre Fouquieria
- genre Idria

## Liste des espèces
Selon NCBI (29 Jun 2010) :
- genre Fouquieria
  - Fouquieria burragei
  - Fouquieria columnaris
  - Fouquieria diguetii
  - Fouquieria fasciculata
  - Fouquieria formosa
  - Fouquieria leonilae
  - Fouquieria macdougalii
  - Fouquieria ochoterenae
  - Fouquieria purpusii
  - Fouquieria shrevei
  - Fouquieria splendens